# Сафдерун-ханым
Сафдеру́н-ханы́м (тур. Safderun Hanım; 1845, Северный Кавказ — 1893, Стамбул) — наложница (гёзде) османского султана Абдул-Меджида I.

## Биография
Среди жён и наложниц Абдул-Меджида I Сафдерун указывает только турецкий мемуарист Харун Ачба. Она родилась в 1845 году на Северном Кавказе в семье черкесского князя Баттала Бесленея и его жены — абазинской княжны Имретхан Джантемировой. Помимо Сафдерун в семье было по меньшей мере ещё двое детей — дочери Джанфеда и Чешмиферах. По описанию, данном сестрой Сафдерун Чешмиферах-ханым княжне Мюлькиджихан Ачбе, Сафдерун была высокой красивой девушкой с голубыми глазами и светлыми волосами.
Все три известные дочери Баттала и Имретхан были переданы в султанский дворец в раннем возрасте; Сафдерун на тот момент было 6 или 7 лет и, первоначально, она была передана на обучение в комнаты хазнедар-уста — главного казначея гарема. Здесь Сафдерун познакомилась с султаном Абдул-Меджидом I и в 1859 году стала его гёзде — любимой наложницей султана.
Когда султан Абдул-Меджид I скончался в 1861 году, Сафдерун покинула дворец. Поскольку собственных средств у неё не имелось, Сафдерун потребовала у султана Абдул-Азиза назначение жалования на правах вдовы султана. Требование Сафдерун было удовлетворено, однако в 1877 году, уже в правление и по приказу Абдул-Хамида II, сумма жалования была сокращена вдвое.
После 1877 года сведений о Сафдерун практически нет. Известно, что она умерла в своём особняке в Кадыкёе в 1893 году.
Одна из сестёр Сафдерун, Чешмиферах, провела долгую жизнь во дворце и скончалась в правление Мехмеда VI Вахиддедина в 1921 году.